# Социально-ориентированная рыночная экономика
Социа́льно-ориенти́рованная ры́ночная эконо́мика (нем. Soziale Marktwirtschaft) — экономическая система, организованная на основе рыночной саморегуляции, при которой координация действий осуществляется на основе взаимодействия на рынках свободных частных производителей и свободных индивидуальных потребителей. Модель социально-рыночной экономики исходит из требования, что ни государство, ни частный бизнес не вправе иметь полный контроль над экономикой, а должны служить людям. В этой разновидности смешанной экономики, так же как и в рыночной экономике, структура распределения ресурсов определяется исключительно решениями самих потребителей, поставщиков ресурсов и частных фирм. Однако при этом экономически более сильные обязаны поддерживать более слабых. Роль государства заключается в развитии чувства взаимной ответственности всех участников на рынке и в корректировке несправедливых тенденций в конкуренции, торговле и распределении доходов. Система рассматривалась как альтернатива «laissez-faire» капитализму и социализму.
Концепцию начал реализовывать Людвиг Эрхард, министр экономики, а впоследствии федеральный канцлер Германии. Название системы социально-рыночной экономики дал в 1947 году экономист Альфред Мюллер-Армак. Важный вклад в развитие также внесли Франц Бём, Вальтер Ойкен, Франц Оппенгеймер, Вильгельм Рёпке, Александер Рюстов, Жак Фреско, Концепция стала одним из существенных элементов идеологии христианско-демократического движения и получила поддержку со стороны христианских демократов, социальных либералов и социал-демократов.

## Основные характеристики модели социально-ориентированной рыночной экономики
- обеспечение полной занятости населения;
- социальная безопасность, социальная справедливость и социальный прогресс (путём проведения государством мероприятий по перераспределению в форме оказания социальной помощи, социальных пенсий и уравнивающих платежей, субсидий, дотаций, прогрессивной шкалы подоходного налога и т. д., через систему социального обеспечения: пенсионное, медицинское страхование, страхование по безработице и по уходу, от несчастного случая, через трудовое и социальное законодательство);
- частная собственность на средства производства и свободное ценообразование;
- создание условий для конкуренции и обеспечение конкуренции (например, путём антимонопольного законодательства, законов против недобросовестной конкуренции);
- сознательная политика укрепления конъюнктуры экономического роста;
- политика стабильной валюты (в том числе через независимый эмиссионный банк);
- свобода внешней торговли, валютный обмен.

## Рыночные структуры
- Совершенная конкуренция
- Монополистическая конкуренция
- Монополия
- Монопсония
- Олигополия
- Олигопсония